# 土居豪人
土居 豪人（どい ひでと、2000年4月2日 - ）は、愛媛県宇和島市出身のプロ野球選手（投手）。右投右打。石狩レッドフェニックス所属。

## 経歴

### プロ入り前
宇和島市立城東中学校を卒業後、聖カタリナ学園高等学校に進学したが、1年夏に松山聖陵高等学校に転校（2学年先輩にはアドゥワ誠がいた）。2年秋の秋季愛媛大会で優勝し、秋季四国大会に出場。準決勝の明徳義塾で市川悠太と投げ合ったが1-3で敗れる。秋の公式戦では、7試合中6試合で完投した。翌年の第90回記念選抜高等学校野球大会の出場校に選出され、初戦の近江戦で先発するが5回2/3を投げ8失点で降板し、チームも5-8で敗れた。3年夏の選手権愛媛大会は初戦（2回戦）で新田と対戦し、8回を142球で完投するも、被安打11、5失点で敗れた。
2018年10月25日に行われたドラフト会議で千葉ロッテマリーンズから8位指名を受け、契約金2000万円、年俸440万円（金額は推定）で入団。背番号は69。

### ロッテ時代
2019年は、4月17日に二軍の練習試合で実戦デビューすると、5月6日の北海道日本ハムファイターズとの二軍戦で公式戦初登板、1回を無失点に抑えた。この年はイースタン・リーグで10試合に登板し0勝0敗、防御率9.75という成績で、一軍登板は無かった。10月に行われたみやざきフェニックス・リーグでは自己最速の153km/hを記録した。
2020年は、イースタン・リーグで中継ぎとして12登板し、0勝0敗、防御率5.23で、この年も一軍登板は無かった。
2021年は、オープン戦で6試合に登板し、6回と1/3を無安打無失点に抑え、自身初の開幕一軍入りを果たした。
2022年、11月23日に背番号が65に変更されることが発表された。
2023年、10月3日に戦力外通告を受け、11月15日、ファイターズ鎌ヶ谷スタジアムにて12球団合同トライアウトに参加。

### ロッテ退団後
2023年12月にトミー・ジョン手術を受けた後、宇和島市に戻りリハビリをしながらガソリンスタンドでアルバイトをして、プロ復帰も目指していると報じられた。
2024年12月25日、北海道フロンティアリーグ (HFL) の石狩レッドフェニックスが発表した球団トライアウト合格者に土居が含まれており、石狩球団は「契約交渉を進めていく」としていた。約2か月後の2025年2月19日に石狩と選手契約を結んだことが発表された。

## 選手としての特徴・人物
躍動感溢れるフォームから最速153km/hを超えるストレートを投げ込む右腕。持ち球は不規則な落ち方で“魔球”と称されるフォーク、カットボール、ツーシーム、スライダー、カーブ、チェンジアップ。
愛称は「土居魔神」。
実弟の土居毅人（たかと）も野球選手で、四国アイランドリーグplusの愛媛マンダリンパイレーツを経て、2025年からは同じ石狩でチームメイトとなった。

## 詳細情報

### 年度別投手成績
| 年 度     | 球 団     | 登 板 | 先 発 | 完 投 | 完 封 | 無 四 球 | 勝 利 | 敗 戦 | セ 丨 ブ | ホ 丨 ル ド | 勝 率 | 打 者 | 投 球 回 | 被 安 打 | 被 本 塁 打 | 与 四 球 | 敬 遠 | 与 死 球 | 奪 三 振 | 暴 投 | ボ 丨 ク | 失 点 | 自 責 点 | 防 御 率 | W H I P |
| --------- | --------- | ----- | ----- | ----- | ----- | -------- | ----- | ----- | -------- | ----------- | ----- | ----- | -------- | -------- | ----------- | -------- | ----- | -------- | -------- | ----- | -------- | ----- | -------- | -------- | ------- |
| 2021      | ロッテ    | 14    | 0     | 0     | 0     | 0        | 0     | 0     | 0        | 0           | ----  | 65    | 14.1     | 15       | 3           | 11       | 0     | 1        | 10       | 0     | 0        | 12    | 12       | 7.53     | 1.81    |
| 通算：1年 | 通算：1年 | 14    | 0     | 0     | 0     | 0        | 0     | 0     | 0        | 0           | ----  | 65    | 14.1     | 15       | 3           | 11       | 0     | 1        | 10       | 0     | 0        | 12    | 12       | 7.53     | 1.81    |

- 2023年度シーズン終了時

### 年度別守備成績
| 年 度 | 球 団  | 投手  | 投手  | 投手  | 投手  | 投手  | 投手     |
| 年 度 | 球 団  | 試 合 | 刺 殺 | 補 殺 | 失 策 | 併 殺 | 守 備 率 |
| ----- | ------ | ----- | ----- | ----- | ----- | ----- | -------- |
| 2021  | ロッテ | 14    | 1     | 0     | 0     | 0     | 1.000    |
| 通算  | 通算   | 14    | 1     | 0     | 0     | 0     | 1.000    |

- 2023年度シーズン終了時

### 記録
初記録
- 初登板：2021年3月26日、対福岡ソフトバンクホークス1回戦（福岡PayPayドーム）、8回裏に4番手で救援登板・完了 1回2失点
- 初奪三振：2021年3月30日、対東北楽天ゴールデンイーグルス1回戦（ZOZOマリンスタジアム）、9回表に茂木栄五郎から空振り三振

### 背番号
- 69（2019年[7] - 2022年）
- 65（2023年[13]）
- 21（2025年 - ）